# Isle of Wight Saturday League
Isle of Wight Saturday League là một giải bóng đá Anh, có 3 hạng đấu cho đội chính (Divisions One, Division Two và Division Three), và 2 hạng đấu cho đội dự bị (Combination One và Combination Two).

## Các câu lạc bộ mùa giải 2015–16
Division One
- Bembridge
- Binstead & County Old Boys
- Brading Town
- Cowes Sports Dự bị
- East Cowes Saints
- Northwood St. John's
- Oakfield
- Shanklin
- Ventnor
- West Wight
- Whitecroft & Barton Sports

Division Two
- Brighstone
- Carisbrooke United
- East Cowes Victoria Athletic Dự bị
- High Park Tavern
- Newchurch
- Newport Dự bị
- Niton
- Osborne Coburg
- Ryde Saints
- Sandown
- Yarmouth & Calbourne

Division Three
- AFC Wootton
- Bembridge Dự bị
- Brading Town Dự bị
- Cowes Sports 'A'
- Kyngs Towne
- Lower Hyde Galactica
- Pan Sports
- Rookley
- Ryde Saints Dự bị
- St. Helens Blue Star
- Seaclose
- Seaview
- Shanklin Dự bị
- Wroxall